# Ruud Onstein
Ruud F. Onstein (1939) is een voormalig cricket-international.
Van 1960-1976 speelde Onstein in het Nederlandse team. In 1977 werd hij erelid van zijn club, de Cricket Touring Club de Flamingo's.

## Uitgaven
Ter ere van het 100-jarig bestaan van de Koninklijke Nederlandse Cricket Bond verscheen in 1983 "Een Eeuw Georganiseerd Cricket in Nederland", dat Onstein samenstelde samen met C.J. Slagter, J.E. Koch en J. Nieuwenhuyzen Kruzeman. 